# Юрасов, Андрей Владимирович
Андре́й Влади́мирович Юра́сов (26 октября 1961, Москва — 16 августа 2021, Москва) — советский и российский авиаконструктор, главный конструктор военно-транспортного Ил-76МД-90А и топливозаправочного самолёта Ил-78 в ПАО «Ил». Участвовал в подготовке и проведении лётных испытаний многих самолётов «Ил», в том числе Ил-96, Ил-114, Ил-103 и Ил-76, довёл самолёты Ил-76МФ, Ил-76ТД-90ВД, Ил-76МД-90А, Ил-78М-90А до государственных испытаний и серийного выпуска. Под его руководством проводились все работы по модернизации Ил-76 и Ил-78. Награждён орденами Дружбы, Почёта (2015), медалью «850 лет Москвы» и другими наградами.

## Биография
Андрей Юрасов родился 26 октября 1961 года в Москве. После окончания МАИ в 1987 году он поступил на работу в ОКБ Ильюшина, где проработал более 34 лет и прошёл трудовой путь от техника до главного конструктора. На момент прихода Андрея Владимировича, место главного конструктора занимал авиаконструктор Г. В. Новожилов, создатель Ил-76. Занимался подготовкой и проведением лётных испытаний самолётов Ил-96-300, Ил-96МО/Т, Ил-114, Ил-103, Ил-76МД и Ил-76ТД. С 2004 года Юрасов руководил всем комплексом работ по модернизации самолётов типа Ил-76 и Ил-78 для Воздушно-космических сил (ВКС) РФ и гражданской авиации — от разработки эскизных проектов до проведения государственных испытаний и эксплуатации самолётов. Под его руководством были созданы и поступили в эксплуатацию модификации самолётов Ил-76МФ, Ил-76ТД-90ВД, Ил-76МД-90А, Ил-78М-90А.
Андрей Владимирович не принимал участия в создании Ил-76, но руководил работой над модификациями этого транспортника.

## Ил-76МД-90А
Первые сведения о готовящемся производстве обновлённого Ил-76 появились в 2006 году, когда было принято решение об организации производства в Ульяновске на заводе «Авиастар СП», который фактически остался без работы, после того как рынок отказался от широкой эксплуатации Ту-204 и остановилось производство Ан-124 «Руслан».
4 октября 2012 года в присутствии президента РФ Владимира Путина самолёт Ил-76МД-90А совершил первый демонстрационный полёт. Андрей Юрасов принимал непосредственное участие в работе по внедрению в серийное производство этого модернизированного военно-транспортного самолёта. Под руководством конструктора выполнялись наземные отработки всех систем первого опытного самолёта, позволившие начать его лётные испытания.

## Смерть
Андрей Юрасов скончался 16 августа 2021 после продолжительной болезни. Об этом сообщили ТАСС во вторник в пресс-службе «Ил».
«Главный конструктор Ил-76 и Ил-78 Юрасов Андрей Владимирович скончался после тяжёлой болезни 16 августа 2021 года на шестидесятом году жизни. Всю свою трудовую деятельность он посвятил работе в ОКБ Ильюшина», 
— проинформировали в пресс-службе — 
«Коллективы ПАО „Ил“ и ПАО „ОАК“ выражают соболезнования семье и близким Андрея Владимировича».